# Cerocala bergeri
Cerocala bergeri là một loài bướm đêm trong họ Erebidae.